# Trezena (Grécia)
Trezena é uma cidade da Grécia.

## História
Na mitologia grega, a cidade passou a ter este nome graças à Piteu, que unificou duas cidades e deu à nova cidade o nome do seu irmão recém falecido Trezena (filho de Pelops). Teseu, cuja mãe era Etra, filha de Piteu, nasceu e foi criado por Piteu em Trezena, tendo Connidas como seu tutor.
O patrono da cidade era o deus Posidão, a quem eles ofereciam os primeiros frutos em sacrifício, e cujo tridente era usado nas suas moedas.
Durante as Guerras Médicas, quando a invasão de Atenas pelas forças de Xerxes I era iminente, os atenienses enviaram suas mulheres e crianças para outras cidades como proteção; a maior parte foi para Trezena, e algumas para Égina e Salamina. Os atenienses exilados foram muito bem recebidos em Trezena: um homem de nome Nicágoras fez passar uma lei que ajudava financeiramente os exilados, permitia aos garotos pegar as frutas que quisessem e ainda contratar professores para eles.